# Дініш Діаш
Ді́ніш Ді́аш (порт. Dinis Dias) — португальський дослідник і мореплавець середини XV століття, початку Доби великих географічних відкриттів. Дати народження і смерті не відомі.

## Плавання
Згідно описом хроніки Гоміша Іаніша де Зурари — у 1444 році, перебуваючи вже в зрілому віці, Діаш вирішив присвятити себе відкриттю невідомих земель, оскільки «він не бажав дозволити собі розкиснути в добробуті і відпочинку». Його плавання встановило новий рекорд по просуванню португальських мореплавців вздовж узбережжя Західної Африки. Він оминув Білий Мис (порт. Cabo Branco) — на той час найпівденнішу відому європейцям точку і проплив ще біля 800 кілометрів далі на південь вздовж африканського узбережжя.

Протягом своєї мандрівки Діаш відкрив гирло річки Сенегал і вперше досяг найзахіднішого виступу африканського континенту (14°45' п.ш.), який він назвав Зелений Мис (порт. Cabo Verde), через пишну зелену рослинність, що вкривала мис і різко контрастувала з пустельними, позбавленими життя районами Африки, розташованими північніше, вздовж яких просувались португальські дослідники протягом останніх років. Таким чином, Дініш Діаш став першим європейцем, хто пройшов на кораблі далі «за землі Маврів і прибув в землі чорних», тобто оминув пустельне узбережжя Сахари, яке контролювалось арабами-мусульманами і досягнув «чорної» Африки.

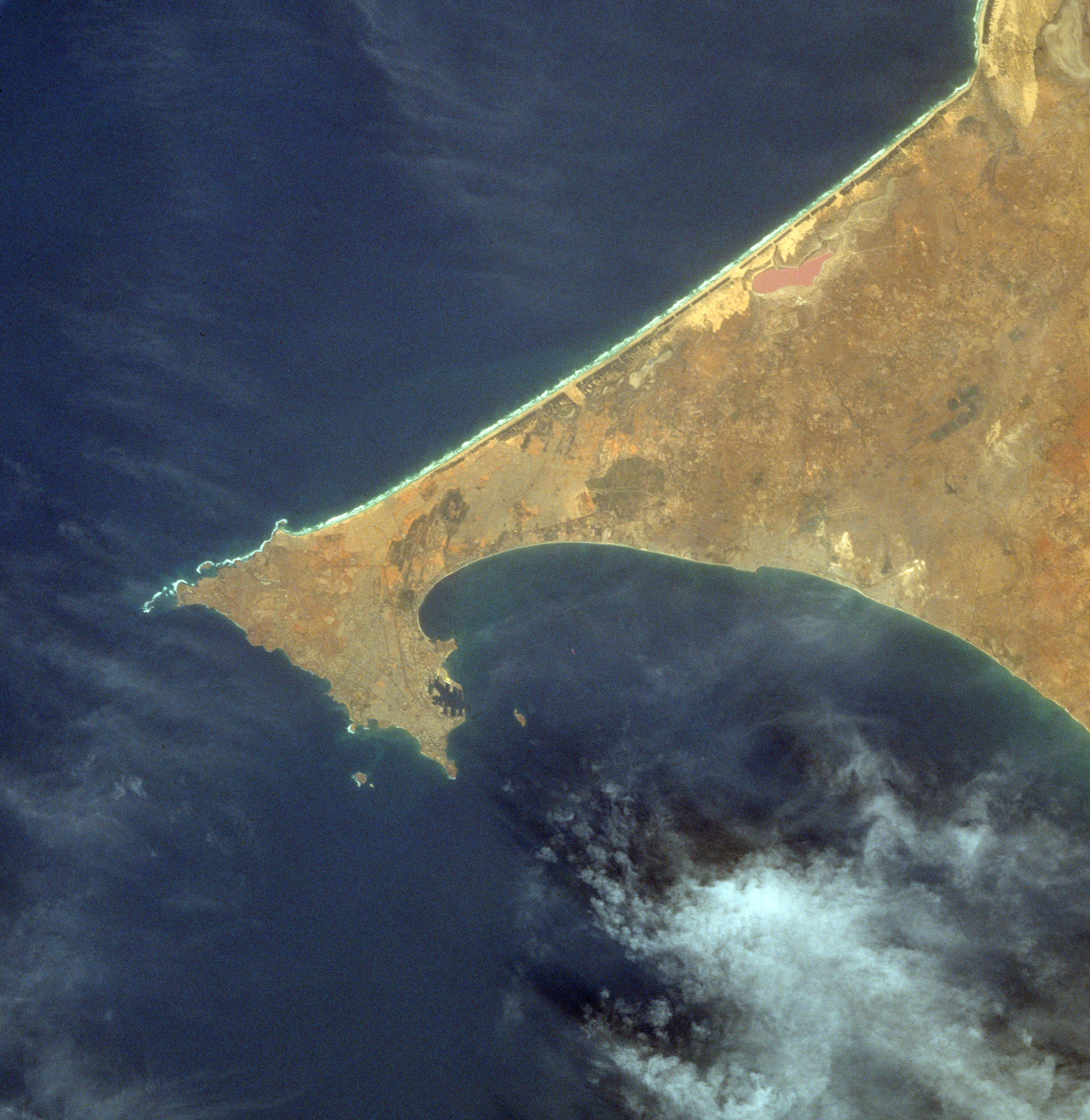
Зелений мис (Кабо Верде), відкритий Діашем. Вид з космосу

Потрібно зазначити, що Діаш відкрив лише мис Кабо Верде, не досягнувши островів однойменного архіпелагу, які були відкриті португальськими експедиціями Альвізе Кадамосто та Антоніо Нолі лише через десять років після плавання Діаша.
На думку Зурари, успіхом ця експедиція завдячувала переважно тому, що Діаш зосередився саме на просуванні на південь вздовж африканського узбережжя і відкритті нових земель, а не на полюванні на рабів та інші трофеї, чому присвячувала свій час більшість португальських мореплавців в Африці на той час. Як зазначив Іаніш Зурара — в той час, як деякі португальські експедиції повертались додому з десятками рабів, Діаш привіз лише чотирьох полонених.
Ти не менш, вже того ж року Діаш відплив з флотом работорговця Лансароте де Фрейташем у масштабну експедицію по захопленню рабів до Аргенської затоки.
18 серпня 1446 року португальський король Афонсу V призначив Діаша головою Вищого Суду (Casa do Cívil).

## Досягнення
Експедицією Діаша було відкрито:
- Гирло річки Сенегал
- Мис Кабо Верде (Зелений мис)